# Vireonidae
Los vireónidos (Vireonidae) son una familia de aves paseriformes del suborden Passeri, que agrupa a alrededor de 54 especies en 6 géneros, nativas, la mayoría, de la América tropical (Neotrópico) siendo que unas 13  son también del Neártico, de las cuales todas (con excepción de Vireo huttoni) son migratorias hacia el sur en los inviernos boreales. Habitan en una gran variedad de ambientes.
Esta familia siempre se creyó estar restringida al Nuevo Mundo, hasta que estudios de análisis moleculares de ADN recientes han identificado dos géneros asiáticos habitantes de la región indomalaya, (Erpornis zantholeuca, antes en Yuhina y Pteruthius), tradicionalmente colocados en la familia Timaliidae, que en realidad no tienen ninguna relación con esta última familia y que están más próximos a Vireonidae. Ya antes se había observado el comportamiento similar a los vireos que muestran los Pteruthius pero aparentemente nadie sospechaba la situación biogeográficamente improbable de que la familia tuviera parientes en Asia.

## Distribución y hábitat
Las especies de esta familia habitan el continente americano, desde Alaska y Canadá, por América Central, diversas islas del Mar Caribe y América del Sur, hasta el centro de Argentina. Todos los géneros, con excepción de algunos Vireo, que también habitan zonas templadas del Neártico, se restringen al Neotrópico.
Habitan una variedad de ambientes que van desde matorrales secos a selvas primarias tropicales.

### Biogeografía histórica
Esta familia representa una de las más ampliamente difundidas y bien conocidas irradiaciones aviarias del Hemisferio occidental. La ubicación sistemática de Vireonidae dentro de los Passeriformes ha sido controvertida por muchos años. Recientemente, una serie de estudios filogenético moleculares colocan a Vireonidae inequívocamente dentro de un clado Corvoidea principal de paseriformes, próximo a las familias Corvidae (charas, urracas, cuervos) y Laniidae (alcaudones). Las alianzas de los vireónidos dentro del mayor clado Corvoidea del Viejo Mundo eran inciertas hasta las recientes descubiertas de que Vireonidae estaba aliado a dos géneros asiáticos, Pteruthius y el enigmático Erpornis zantholeuca. Como tal, el origen de Vireonidae en el Viejo Mundo implica en al menos una colonización del Nuevo Mundo por un ancestral asiático común.

## Características

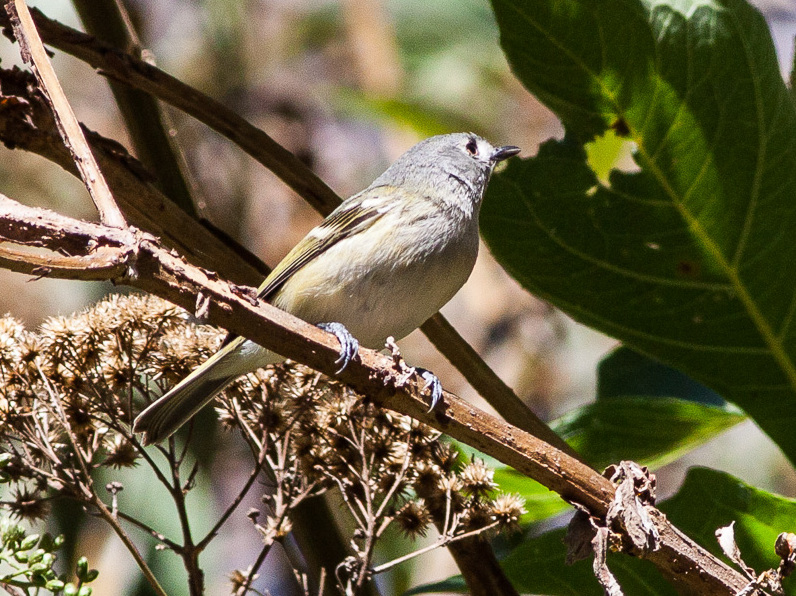
Vireo nelsoni, uno de los menores vireónidos.

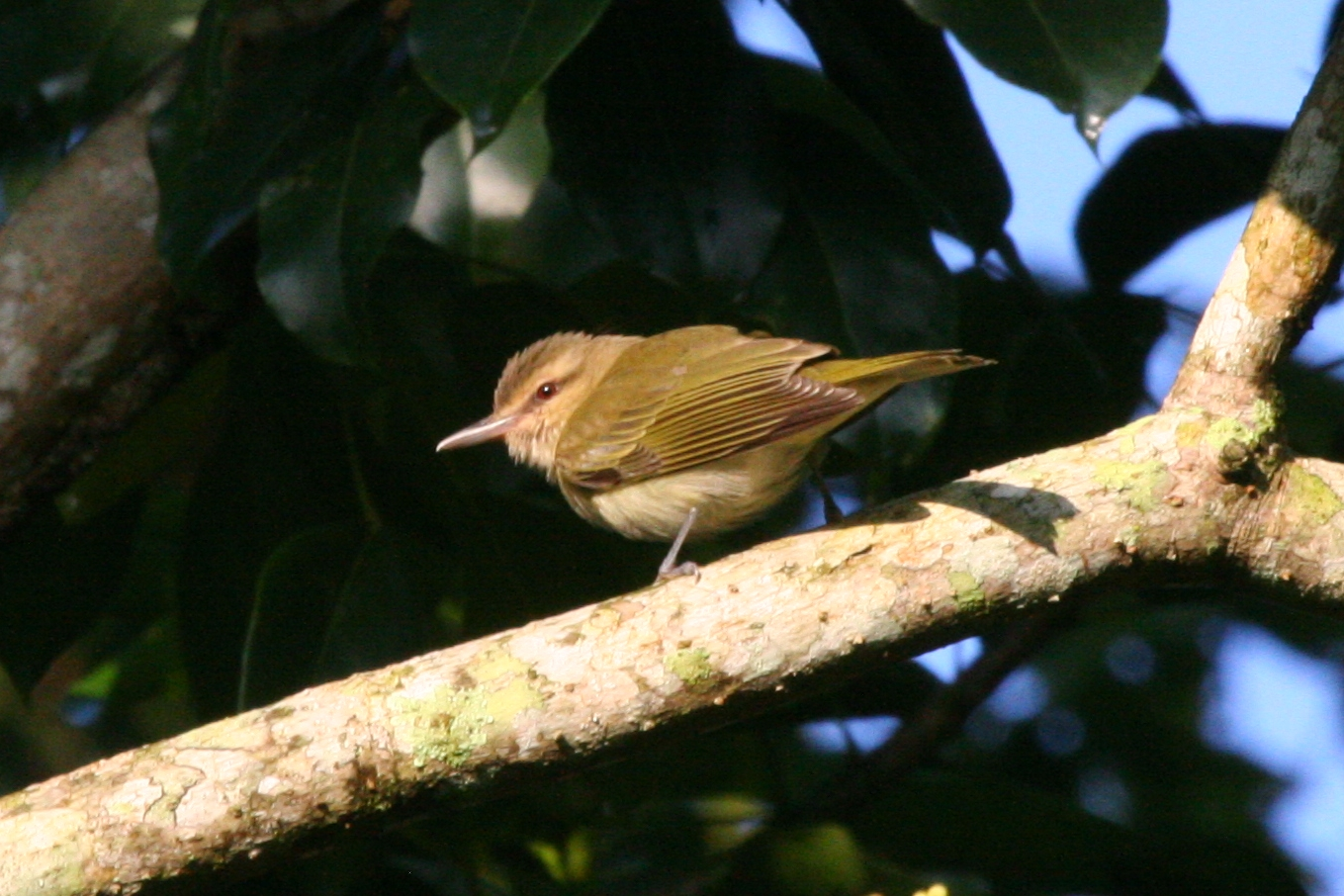
Vireo altiloquus, uno de los mayores vireónidos.

Los vireónidos (del Nuevo Mundo) son pájaros de tamaño relativamente uniforme, de pequeño a mediano, midiendo entre 10 cm los menores, los vireos enano (Vireo nelsoni), del Chocó (Vireo masteri) y cabecinegro (Vireo atricapilla), y 15 ~16 cm los mayores, los vireones Cyclarhis y el vireo bigotudo (Vireo altiloquus). De plumaje de colores en general apagadas, recuerdan superficialmente a las reinitas Parulidae, pero más rechonchos y menos activos, de quienes en realidad son parientes bastante lejanos. Se caracterizan por sus picos cortos, robustos y terminados en punta en formato de gancho. Algunas especies son altamente migratorias. Unas pocas son muy crípticas y difíciles de identificar.

## Comportamiento
Las especies residentes ocurren en parejas o grupos familiares que mantienen el territorio todo el año, con excepción del vireo de Hutton (Vireo huttoni), que se junta a bandadas mixtas. La mayoría de los migrantes defiende su territorio contra conespecíficos. Las excepciones son el vireo de ojirrojo (Vireo olivaceus), el vireo verdiamarillo (Vireo flavoviridis), el vireo bigotudo (Vireo altiloquus) y el vireo yucateco (Vireo magister), que invernan en pequeñas bandadas divagantes.

### Alimentación
Todos los miembros de esta familia se alimentan de algunas frutas y principalmente de insectos y otros artrópodos. Buscan sus presas entre hojas y ramas; los Vireo también lo hacen en vuelo.

### Reproducción

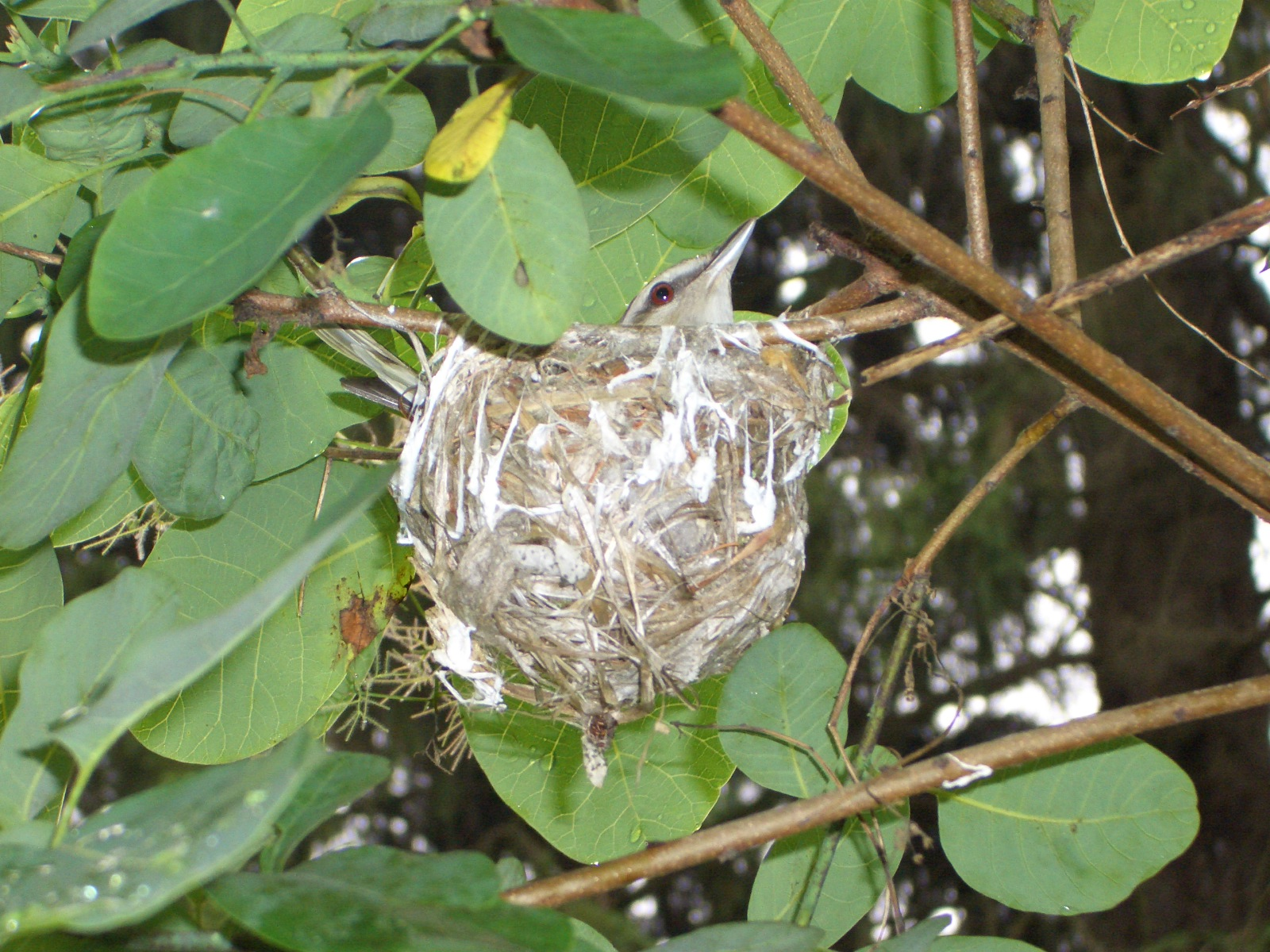
Nido de Vireo olivaceus.

Los nidos de muchas especies tropicales son desconocidos. Los conocidos son tazas profundas suspendidas en la horquilla entre dos ramas. La hembra hace la mayoría de la incubación, ayudada por el macho, excepto en el vireo ojirrojo (Vireo olivaceus).

### Vocalización
Los machos de la mayoría de las especies son cantores persistentes. Los cantos son generalmente bastante simples, monótonos en algunas especies del litoral e islas caribeñas, y más elaborado y agradable a los oídos humanos en el vireo del Chocó (Vireo masteri) y en los vireones Cyclarhis.

## Estado de conservación

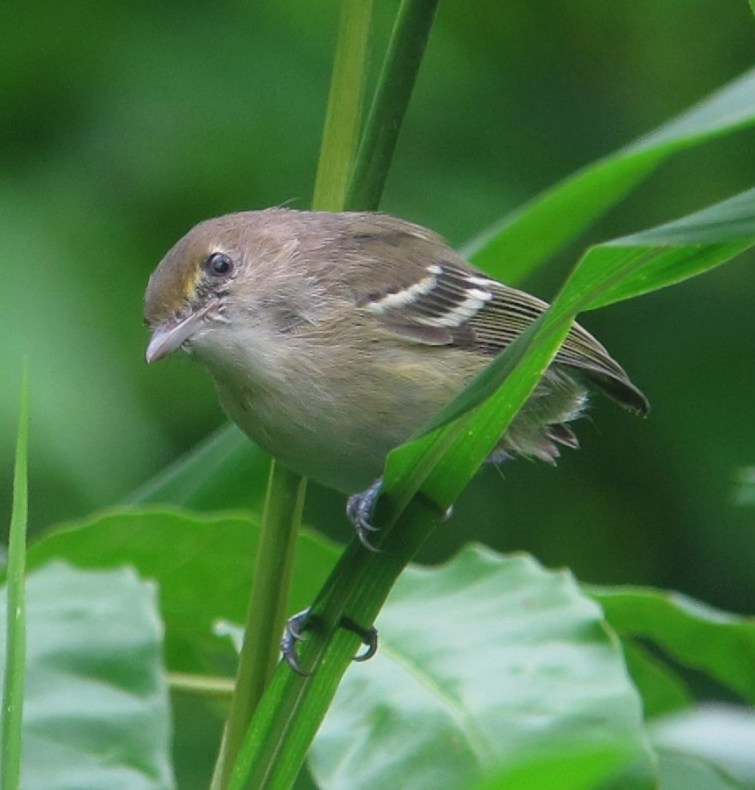
Vireo de San Andrés (Vireo caribaeus), ave vulnerable.

De acuerdo con la Unión Internacional para la Conservación de la Naturaleza (IUCN), la situación de conservación en el mes de julio de 2021, de las 58 especies americanas y 7 asiáticas listadas por Birdlife International, es la siguiente:
CR Críticamente amenazada: ninguna especie.

EN Amenazadas de extinción: ninguna especie.

VU Vulnerables: 1 especie (1,5 % de los vireónidos): el super endemismo caribeño vireo de San Andrés (Vireo caribaeus), de la isla colombiana de San Andrés.

NT Casi amenazadas: 6 especies (9,2 % de los vireónidos).

LC Preocupación menor: 51 especies americanas y las 7 asiáticas (89,3 % de los vireónidos).

Tres especies asiáticas todavía no están  evaluadas por tratarse de subespecies recientemente separadas.

## Taxonomía
Los estudios de Slager et al. (2014) produjeron una filogenia de la presente familia usando datos mitocondriales (ND2) y nucleares (3 Z-linked loci) que incluyeron 221 ejemplares representando 46 de las 52 especies de vireónidos actualmente reconocidos y 14 de las 15 especies entonces en Hylophilus.  Este estudio filogénico demostró que el género Hylophilus era polifilético, compuesto de cuatro clados dentro de la familia Vireonidae.  Slager y Klicka (2014) establecieron la necesidad de cuatro géneros para reflejar esta diversidad.
- Clado 1: conteniendo a H. sclateri. Los datos de Slager et al. (2014) colocan a esta especie integrada dentro del género Vireo, hermanada al complejo Vireo gilvus y  filogenéticamente distantes de otros Hylophilus. La Propuesta N° 655 al Comité de Clasificación de Sudamérica (SACC) aprobó la transferencia bajo el nombre de Vireo sclateri.[14]

- Clado 2: conteniendo las especies de iris pálido, habitantes de montes bajos y matorrales, H. poicilotis, H. amaurocephalus, H. flavipes, H. olivaceus, H. semicinereus, H. thoracicus, H. pectoralis, y H. brunneiceps, que pueden permanecer en el género Hylophilus ya que la especie tipo es H. poicilotis.[15]

- Clado 3: conteniendo varias especies habitantes de la canopia, con iris oscuro y cantos complejos: H. semibrunneus,  H. aurantiifrons, H. hypoxanthus, H. muscicapinus y H. decurtatus. Estas especies fueron transferidas para un género resucitado Pachysylvia Bonaparte, 1850 y la especie tipo siendo H. decurtatus, que tiene prioridad. Desde que Pachysylvia es femenino, los nuevos nombres científicos deben ser: Pachysylvia decurtata, P. hypoxantha, P. muscicapina, y P.semibrunnea, respectivamente.[15]

- Clado 4: Conteniendo a H. ochraceiceps que se distingue de los otros por tener rectrices rojizas (que son verdes en otras especies) y cobertoras de la cola rufas (que son blancas a amarillentas en otras especies), por habitar en el sotobosque del interior de los bosques y no en monte bajo, canopia o bordes de bosques como los otros y por su canto silbado extremamente simple, en contraste con cantos más complejos de otras especies. Para esta especie fue descrito un nuevo género monotípico Tunchiornis Slager & Klicka, 2014; y la especie denominada Tunchiornis ochraceiceps.[13]

Los cambios taxonómicos descritos en los clados 3 y 4 fueron reconocidos mediante la aprobación de la Propuesta N° 656 al SACC en noviembre de 2014. Tanto Clements Checklist como el Comité Brasileño de Registros Ornitológicos (CBRO) adoptan los cambios descritos, mientras e Congreso Ornitológico Internacional (IOC) todavía no los ha incorporado.

## Lista de géneros y especies
Según las clasificaciones del Congreso Ornitológico Internacional (IOC) y Clements Checklist/eBird v.2019, la familia agrupa a los siguientes géneros y especies, con las diferencias taxonómicas entre dichas clasificaciones comentadas en Notas taxonómicas, así como también de las clasificaciones Aves del Mundo (HBW) y Birdlife International (BLI). Los taxones para los cuales no hay completo acuerdo sobre su categoría de especie plena o de subespecie, exhiben el nombre de la nominal entre paréntesis. Los nombres en español son los adoptados por la Sociedad Española de Ornitología (SEO), excepto cuando con otra referencia. 
| Imagen | Género / Autor                    | Especies / Nombres comunes |
| ------ | --------------------------------- | --- |
|        | Vireo Vieillot, 1808              | - Vireo brevipennis – vireo pizarroso; - Vireo griseus – vireo ojiblanco; - Vireo crassirostris – vireo piquigrueso; - Vireo (crassirostris) approximans – vireo de Providencia; - Vireo pallens – vireo de manglar; - Vireo bairdi – vireo de Cozumel; - Vireo caribaeus – vireo de San Andrés; - Vireo modestus – vireo jamaicano; - Vireo gundlachii – vireo cubano; - Vireo latimeri – vireo puertorriqueño; - Vireo nanus – vireo de La Española; - Vireo bellii – vireo de Bell; - Vireo atricapilla – vireo cabecinegro; - Vireo nelsoni – vireo enano; - Vireo vicinior – vireo gris; - Vireo osburni – vireo de Osburn; - Vireo flavifrons – vireo gorjiamarillo; - Vireo plumbeus – vireo plomizo; - Vireo cassinii – vireo de Cassin; - Vireo solitarius – vireo solitario; - Vireo carmioli – vireo aliamarillo; - Vireo huttoni – vireo de Hutton; - Vireo hypochryseus – vireo dorado; - Vireo masteri – vireo del Chocó; - Vireo sclateri – verdillo de tepuí; - Vireo gilvus – vireo gorjeador; - Vireo (gilvus) swainsoni – vireo gorjeador occidental; - Vireo leucophrys – vireo coronipardo; - Vireo philadelphicus – vireo de Filadelfia; - Vireo olivaceus – vireo ojirrojo; - Vireo chivi – vireo chiví; - Vireo gracilirostris – vireo de Noronha; - Vireo flavoviridis – vireo verdiamarillo; - Vireo altiloquus – vireo bigotudo; - Vireo magister – vireo yucateco. |
|        | Hylophilus Temminck, 1822         | - Hylophilus poicilotis – verdillo coronado; - Hylophilus amaurocephalus – verdillo ojigrís; - Hylophilus thoracicus – verdillo pechilimón; - Hylophilus (thoracicus) griseiventris – verdillo pechilimón (grupo griseiventris) - Hylophilus semicinereus – verdillo pechigrís; - Hylophilus pectoralis – verdillo cabecigrís; - Hylophilus brunneiceps – verdillo cabecicastaño; - Hylophilus flavipes – verdillo paticlaro; - Hylophilus (flavipes) viridiflavus – verdillo verdiamarillo; - Hylophilus (flavipes) insularis – verdillo de Tobago; - Hylophilus olivaceus – verdillo oliváceo. |
|        | Tunchiornis Slager & Klicka, 2014 | - Tunchiornis ochraceiceps – verdillo leonado; - Tunchiornis luteifrons – verdillo coroniverde. |
|        | Pachysylvia Bonaparte, 1850       | - Pachysylvia semibrunnea – verdillo nuquirrufo; - Pachysylvia aurantiifrons – verdillo luisucho; - Pachysylvia hypoxantha – verdillo ventriamarillo; - Pachysylvia muscicapina – verdillo atrapamoscas; - Pachysylvia decurtata – verdillo menor. |
|        | Vireolanius Bonaparte, 1850       | - Vireolanius melitophrys – vireón pechicastaño; - Vireolanius pulchellus – vireón esmeralda; - Vireolanius eximius – vireón cejiamarillo; - Vireolanius leucotis – vireón coronigrís; - Vireolanius (leucotis) mikettae – vireón paticlaro. |
|        | Cyclarhis Swainson, 1824          | - Cyclarhis gujanensis – vireón cejirrufo; - Cyclarhis nigrirostris – vireón piquinegro. |

### Géneros provisoriamente en esta familia
Desde los estudios de Cibois et al. (2002) y Reddy y Cracraft (2007), estos dos géneros asiáticos están situados provisoriamente en la familia Vireonidae por las principales clasificaciones. Algunos autores defienden su colocación en una familia propia Pteruthiidae, y  en una subfamilia propia Erporninae, pero esto no ha sido todavía suficientemente demostrado.
| Imagen | Género / Autor            | Especies / Nombres comunes |
| ------ | ------------------------- | --- |
|        | Erpornis Blyth, 1844      | - Erpornis zantholeuca – yuhina ventriblanca o erpornis ventriblanca. |
|        | Pteruthius Swainson, 1832 | - Pteruthius rufiventer – timalí-alcaudón ventrirrufo; - Pteruthius flaviscapis – timalí-alcaudón cejiblanco; - Pteruthius ripleyi – timalí-alcaudón himalayo o de Ripley; - Pteruthius aeralatus – timalí-alcaudón siamés o de Blyth; - Pteruthius annamensis – timalí-alcaudón vietnamita o de Dalat; - Pteruthius xanthochlorus – timalí-alcaudón verde; - Pteruthius melanotis – timalí-alcaudón orejudo; - Pteruthius aenobarbus – timalí-alcaudón frenticastaño; - Pteruthius intermedius – timalí-alcaudón chasqueador o de Hume. |